# De latenter vivendo
De latenter vivendo (Εἰ καλῶς εἴρηται τὸ λάθε βιώσας - An recte dictum sit latenter esse vivendum) è il titolo abbreviato con cui viene conosciuto un componimento morale di Plutarco, nei suoi Moralia.

## Struttura e analisi critica
Si tratta, a differenza degli altri testi anti-epicurei, di un componimento retorico-epidittico di difficile datazione, che dell’edificio dottrinario epicureo esamina la celebre esortazione a «vivere senza farsi notare», che per Plutarco equivale a vivere nell’anonimato più totale, nell’oscurità dell’ignorare gli altri e dell’essere da loro ignorato.
A tal proposito, la prima accusa rivolta contro Epicuro è l’incoerenza tra la sua riflessione teorica e il suo comportamento, mentre, nel secondo e nel terzo capitolo, vengono prese di mira le implicazioni etiche della massima. 
Il capitolo terzo è contrassegnato da un procedimento eristico di reductio ad absurdum dell’esortazione epicurea, ottenuto citando tutti gli esempi di uomini celebri che hanno messo la loro virtù al servizio del pubblico bene, tranne il caso di Epicuro stesso, che richiama l’argomento della contraddittorietà tra parole e fatti. 
La seconda parte dell’opuscolo è più ricca di rimandi in positivoː con il quarto capitolo, viene esplicitata la rilettura plutarchea della massima epicurea, nl nucleo più denso e profondo dell’opera, che si fonda sulla sovrapposizione, sapientemente collaudata, dell’alternarsi naturale del giorno e della notte con il susseguirsi delle interazioni umane diurne e della solitudine notturna. A riprova del fatto che la massima epicurea riflette un quadro teorico errato, Plutarco introduce, all’inizio del capitolo sesto, un teorema filosofico speculare e opposto rispetto al detto epicureo. L’unica vera punizione è l’essere eternamente ignorati per la propria vita inattiva.